# 서양메꽃속
서양메꽃속(Convolvulus, /kənˈvɒlvjuːləs/)은 메꽃과(Convolvulaceae)에 속하는 약 200~250종의 꽃 피는 식물로, 전 세계에 분포한다. 일반적인 이름에는 과학과와 나팔꽃이 포함된다. 두 이름 모두 밀접하게 관련된 다른 속과 공유된다.

## 설명
일년생 또는 다년생 초본 덩굴, 덩굴 및 목본 관목(일부 종)으로 키가 0.3~3m까지 자란다. 잎은 나선형으로 배열되고 꽃은 나팔 모양이며 대부분 흰색 또는 분홍색이지만 일부 종에서는 파란색, 보라색, 보라색 또는 노란색이다.